# Ayía Marína (ort i Grekland, Attika)
Ayía Marína är en ort i Grekland.   Den ligger i prefekturen Nomós Piraiós och regionen Attika, i den sydöstra delen av landet, 30 km sydväst om huvudstaden Aten. Ayía Marína ligger 1 meter över havet och antalet invånare är 277. Den ligger på ön Egina.
Terrängen runt Ayía Marína är kuperad åt sydväst, men norrut är den platt. Havet är nära Ayía Marína åt nordost.  Närmaste större samhälle är Aegina, 9,6 km väster om Ayía Marína. 